# Pseudexomilus fuscoapicatus
Pseudexomilus fuscoapicatus é uma espécie de gastrópode do gênero Pseudexomilus, pertencente a família Horaiclavidae.